# Episodi di Tom Goes to the Mayor
Elenco degli episodi della serie televisiva animata Tom Goes to the Mayor.
Due episodi pilota sono stati pubblicati sotto forma di cortometraggi online sul sito web timanderic.com rispettivamente nel 2002 e nel 2003. La prima stagione, composta da 13 episodi, è stata trasmessa negli Stati Uniti, da Adult Swim, dal 14 novembre 2004 al 12 giugno 2005. La seconda stagione, composta da 17 episodi, è stata trasmessa dal 5 giugno al 25 settembre 2006. Un episodio speciale dietro le quinte è stato trasmesso il 12 giugno 2005.
| nº               | Codice di produzione | Titolo originale              | Prima TV USA      |
| Episodi pilota   | Episodi pilota       | Episodi pilota                | Episodi pilota    |
| ---------------- | -------------------- | ----------------------------- | ----------------- |
| 1                | N/A                  | Tom Goes to the Mayor         | inedito           |
| 2                | N/A                  | Tom Goes to the Mayor Returns | inedito           |
| Prima stagione   |                      |                               |                   |
| 1                | 1                    | Bear Traps                    | 14 novembre 2004  |
| 2                | 2                    | WW Laserz                     | 21 novembre 2004  |
| 3                | 3                    | Pioneer Island                | 5 dicembre 2004   |
| 4                | 5                    | Toodle Day                    | 12 dicembre 2004  |
| 5                | 4                    | Rats Off to Ya!               | 19 dicembre 2004  |
| 6                | 6                    | Porcelain Birds               | 17 aprile 2005    |
| 7                | 7                    | Vehicular Manslaughter        | 24 aprile 2005    |
| 8                | 8                    | Boy Meets Mayor               | 1º maggio 2005    |
| 9                | 10                   | Calcucorn                     | 8 maggio 2005     |
| 10               | 11                   | Gibbons                       | 15 maggio 2005    |
| 11               | 12                   | Pipe Camp                     | 22 maggio 2005    |
| 12               | 9                    | Re-Birth                      | 5 giugno 2005     |
| 13               | 13                   | Vice Mayor                    | 12 giugno 2005    |
| Seconda stagione |                      |                               |                   |
| 1                | 23                   | My Big Cups                   | 5 giugno 2006     |
| 2                | 17                   | Bass Fest                     | 12 giugno 2006    |
| 3                | 27                   | Jeffy the Sea Serpent         | 19 giugno 2006    |
| 4                | 26                   | White Collarless              | 26 giugno 2006    |
| 5                | 16                   | Wrestling                     | 3 luglio 2006     |
| 6                | 22                   | Saxman                        | 10 luglio 2006    |
| 7                | 18                   | Spray a Carpet or Rug         | 17 luglio 2006    |
| 8                | 15                   | Surprise Party                | 24 luglio 2006    |
| 9                | 19                   | CNE                           | 31 luglio 2006    |
| 10               | 30                   | Friendship Alliance           | 7 agosto 2006     |
| 11               | 20                   | Zoo Trouble                   | 14 agosto 2006    |
| 12               | 21                   | The Layover                   | 21 agosto 2006    |
| 13               | 24                   | Couples Therapy               | 28 agosto 2006    |
| 14               | 14                   | Glass Eyes                    | 4 settembre 2006  |
| 15               | 28                   | Undercover                    | 11 settembre 2006 |
| 16               | 29                   | Puddins                       | 18 settembre 2006 |
| 17               | 25                   | Joy's Ex                      | 25 settembre 2006 |
| Episodi speciali |                      |                               |                   |
| 1                | N/A                  | A Look Behind the Scenes      | 12 giugno 2005    |

## Tom Goes to the Mayor
- Titolo originale: Tom Goes to the Mayor
- Diretto da: Tim Heidecker e Eric Wareheim
- Scritto da: Tim Heidecker e Eric Wareheim

### Trama
Tom suggerisce al sindaco di aprire due nuovi ristoranti in città basati sulle sue catene di ristoranti Skooner's e Gulliver's.

## Tom Goes to the Mayor Returns
- Titolo originale: Tom Goes to the Mayor Returns
- Diretto da: Tim Heidecker e Eric Wareheim
- Scritto da: Tim Heidecker e Eric Wareheim

### Trama
Tom suggerisce al sindaco di ripulire Main Street, al fine di organizzare una parata in onore del "giorno dell'aragosta".
- Guest star: David Cross (David).

## Bear Traps
- Titolo originale: Bear Traps
- Diretto da: Tim Heidecker e Eric Wareheim
- Scritto da: Tim Heidecker, Eric Wareheim e Bob Odenkirk

### Trama
Mentre il sindaco sta guardando il programma televisivo Scared Safe di Mike Foxx, dedicato alla sicurezza dei bambini, Tom si presenta con alcune idee stupide su come migliorare la sicurezza dei bambini. In qualche modo, il sindaco trova la soluzione: delle trappole per orsi. Con l'aiuto dei Bear Trap Brothers, Jefferton diventa il luogo con il più alto rapporto tra trappole per orsi e bambini dello stato.
- Guest star: Jack Black (JB), Kyle Gass (Kyle), Bob Odenkirk (Mike Foxx).